# Lea Polonsky
Lea Polonsky (en hebreo: לאה פולונסקי‎; 25 de mayo de 2002) es una deportista israelí que compite en natación, especialista en el estilo libre. Ganó dos medallas en el Campeonato Europeo de Natación de 2024, oro en 4 × 200 m libre y plata en 200 m estilos.

## Palmarés internacional
| Campeonato Europeo | Campeonato Europeo | Campeonato Europeo | Campeonato Europeo |
| Año                | Lugar              | Medalla            | Prueba             |
| ------------------ | ------------------ | ------------------ | ------------------ |
| 2024               | Belgrado (Serbia)  | Medalla de oro     | 4 × 200 m libre    |
| 2024               | Belgrado (Serbia)  | Medalla de plata   | 200 m estilos      |